# Бабаєвський Семен Петрович
Семе́н Петро́вич Бабає́вський (*24 травня (6 червня) 1909, село Куньє, Ізюмського району Харківської області — †28 березня 2000) — російський радянський письменник.

## Життєпис
Член КПРС з 1939. Депутат Верховної Ради СРСР 4-го скликання.
Перша збірка оповідань — «Гордість» (1936). Автор романів «Кавалер Золотої Зірки» (1947; Сталінська премія, 1949), «Світло над землею» (1949—50; Сталінська премія, 1950), присвячених колгоспному селу післявоєнного періоду; оповідань про людей Кубані — «Шляхами-дорогами» (1958).

## Твори
- Родниковая роща. М., 1956;
- Белая мечеть. М., 1958;

Український переклад:
- Кавалер Золотої Зірки. К., 1949;
- Світло над землею. Перекл. А. Головка. К.,,. 1952.